# Hino Tomiko
En aquest nom japonès, el cognom és Hino.

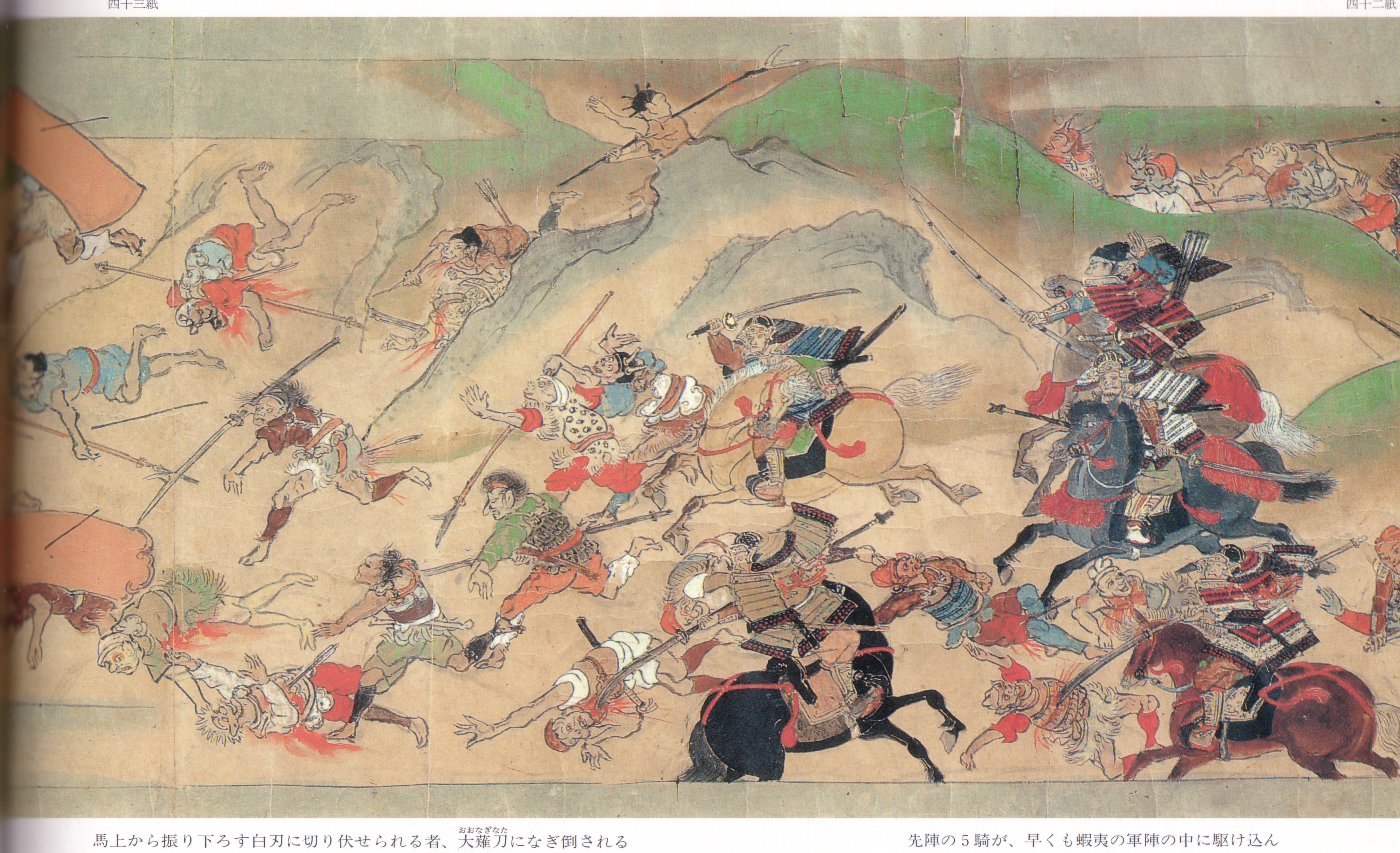
La pugna per la successió de Ashikaga Yoshimasa dugué a la guerra Ōnin, que inicia el període Sengoku

Hino Tomiko (日野 富子, 1440 – 30 de juny de 1496) va ser una figura destacada del període Muromachi i el començament del període Sengoku. Els seus esforços en les disputes de successió són vists com una de les causes de la guerra Ōnin, que va conduir a l'inici del període Sengoku.

## Vinculació amb el shogunat
Hino Tomiko nasqué en el clan Hino, una poderosa família en la que les dones s'havien convertit en consorts de molts shoguns anteriors. Aquestes connexions familiars van augmentar el poder d'Hino per controlar la cort del shogunat i, alhora, Tomiko va ajudar a enfortir aquesta relació i fer créixer el seu poder.
En un primer moment Tomiko va ser compromesa amb Ashikaga Yoshikatsu el setè shōgun, però aquest va morir als 10 anys. Amb l'estatus social i polític que adquireix després del seu matrimoni amb Ashikaga Yoshimasa, el vuitè  shōgun del shogunat Ashikaga, Tomiko decideix mantenir-se activa dins les estructures de govern.
Va tenir el seu primer fill al novè dia del primer mes de 1459, però el va morir el mateix dia. Més tard, va culpar de la mort del nen a la comare, Imaimairi no Tsubone, que va exiliar a Illa Oki, al Llac Biwa, on es va suïcidar.

## La guerra Ōnin
En 1460, Yoshimasa va decidir abdicar de la seva posició de shogun. No obstant això, atès que Tomiko no havia donat a llum a un hereu, Yoshimasa va convèncer el seu germà petit Ashikaga Yoshimi per a que el succeís, primer en el càrrec i després, gradualment, reclamant el títol de Shogun. Tomiko estava en contra d'aquesta decisió i, tot i que en aquell moment no tenia cap influència per disputar la posició a Yoshimi, mantingué la pugna amb els oficials del shogunat i va decidir governar fins al naixement del seu fill i hereu de Yoshimasa. Quan va donar a llum al futur Ashikaga Yoshihisa es convertí en la mare del futur shogun. Tomiko buscà el suport militar que li permetés assegurar-se que el següent successor seria del seu llinatge familiar. Va obtenir suport del clan Ōuchi, del clan Hatakeyama, del clan Shiba, entre d'altres.
Amb aquest clima d'inestabilitat, a la capital s'inicià la disputa que canviaria el transcurs de la història: el clan Hosokawa donava suport al recentment nomenat shogun, Yoshimi; mentre que el clan Yamana era partidari de la successió de Yoshihisa. Així, la lluita de Tomiko per tal de situar el seu fill en la línia de la successió va portar a la guerra Ōnin.

## En la cultura popular
Ryōtarō Shiba i Michiko Nagai han adaptat aquest personatge històric a les seves novel·les. També apareix a la novel·la titulada Fuyu No Rakijatsu d'Eri Kawamaru.
Hino Tomiko fou el personatge central del drama taiga de la NHK Hana no Ran.